# Microdesmus dipus
Microdesmus dipus is een  straalvinnige vissensoort uit de familie van wormvissen (Microdesmidae). De wetenschappelijke naam van de soort werd voor het eerst geldig gepubliceerd in 1864 door Albert Günther.
De soort staat op de Rode Lijst van de IUCN als Onzeker, beoordelingsjaar 2007.